# Журчалка (Пензенская область)
Журчалка — хутор в Пензенской области, входит в Комаровское сельское поселение Кузнецкого района.

## География
Хутор расположен в 9 км к востоку-северо-востоку от административного центра Комаровского сельского поселения — села Комаровка.

### Административно-территориальная принадлежность
Находился в составе Кузнецкого уезда Саратовской губернии. 

В 1939 году — в составе Безобразовского сельсовета Баландинского района Саратовской области. 

Решением облисполкома от 27 января 1960 года посёлок передан Евлашевскому сельсовету Пензенской области. Решением облисполкома от 26 мая 1962 года хутор Журчалка передан из Евлашевского Комаровскому сельсовету. 

## История
Поселен помещиком, вероятно в целях ведения лесоразработок в начале XIX века при лесном ручье Журчалке, правом притоке Белой (бассейн Каслей-Кадады). 

В 1955 году хутор находился в составе колхоза «Урожай». 

## Население
Численность населения: в 1859 – 59, 1926 – 53, 1930 – 42, 1959 – 41, 1979 – 11, 1989 – 6, 1996 – 2, 2004 - 2, 2007 - 1 житель.
| 1859 | 1926 | 1930 | 1939 | 1959 | 1979 | 1989 |
| ---- | ---- | ---- | ---- | ---- | ---- | ---- |
| 59   | ↘53  | ↘42  | ↗46  | ↘41  | ↘11  | ↘6   |
| 1996 | 2002 | 2010 |      |      |      |      |
| ↘2   | ↘1   | ↗4   |      |      |      |      |

## Инфраструктура
Улица: Родниковая

## Видео
- Хутор Журчалка — самая маленькая деревня Кузнецкого района (28.08.2022)
- Дорога на хутор Журчалка — рассказываю и показываю, Кузнецкий район (28.08.2022)
- Родник в Журчалке / Бобровая плотина / Дороги лесовозов (6.05.2023)